# Darleen Carr
Darleen Carr, auch Darlene Carr oder Darleen Drake, (* 12. Dezember 1950 in Chicago, Illinois als Darleen Farnon) ist eine US-amerikanische ehemalige Schauspielerin, Sängerin und Synchronsprecherin.

## Leben
Carr ist die Tochter des Dirigenten Brian Farnon und der Schauspielerin Rita Oehmen. Ihre beiden älteren Schwestern Charmian Carr und Shannon Farnon sind ebenfalls Schauspielerinnen. Von 1964 bis 1999 wirkte sie in zahlreichen Film- und Fernsehproduktionen mit.
Ihr Filmdebüt erlebte Carr 1967 als Sidoni Riserau in Andrew V. McLaglens romantischer Komödie Schmeißt die Affen raus. Weitere Kinofilmrollen folgten in Alles was verboten ist (1968), Frank Patch – Deine Stunden sind gezählt (1969) und Betrogen (1971). In der Serie The Smith Family war sie von 1971 bis 1972 als Cindy Smith, der Tochter von Henry Fondas Charakter zu sehen. 1973 spielte sie in dem Fernseh-Horrorfilm The Horror at 37,000 Feet. Von 1973 bis 1977 trat sie als Jeannie Stone, die Tochter von Karl Maldens Charakter, in der Krimiserie Die Straßen von San Francisco auf. Für ihre Rolle der Tommy Caldwell, die sie von 1976 bis 1977 in der Miniserie Once an Eagle verkörperte, erhielt sie 1977 eine Nominierung als Beste Nebendarstellerin in einer Serie, Mini-Serie oder einem Fernsehfilm für den Golden Globe Award. In demselben Jahr spielte sie die wiederkehrende Rolle der Margaret Devlin in der Westernserie Der Weg nach Oregon und John F. Kennedys Schwester Kathleen Kennedy in dem Fernsehfilm Der vergessene Kennedy. Ihre einzige Hauptrolle in einer Fernsehserie hatte sie 1979 in Miss Winslow and Son, in der sie die alleinerziehende Mutter Miss Susan Winslow spielte.
Von 1981 bis 1982 war sie wiederholt als Mary Lou Springer in der Westernserie Bret Maverick zu sehen. In den 1990er Jahren spielte sie noch einmal die Jeannie Stone in dem Fernsehfilm Zurück auf die Straßen von San Francisco (1992) sowie die Dr. Leticia Baines in dem Fernseh-Horrorfilm Die Rückkehr der Piranhas (1995) und Ericas Mutter in dem Kinofilm Mein Traummädchen von Nebenan (1997).
Als Synchronsprecherin war sie im Englischen in etlichen Filmen und Serien zu hören, so etwa in den Serien Abenteuer aus der Bibel (1985–1986) und The Real Adventures of Jonny Quest (1996–1997) sowie in dem Film Timmy und das Geheimnis von Nimh (1998). Zuletzt sprach sie verschiedene Rollen in dem 1999 erschienenen Computerspiel Lands of Lore III.
In den Filmen Meine Lieder – meine Träume aus dem Jahr 1965 und Das Dschungelbuch von 1967 war sie zudem als Sängerin zu hören. Für letztere Produktion bekam sie 1968, zusammen mit ihren Kollegen, eine Grammy-Award-Nominierung in der Kategorie Best Recording for Children. 1988 veröffentlichte sie ein eigenes Album namens The Carr-DeBelles Band.
Von 1974 bis 1977 war sie mit dem Schauspieler Jason Laskay verheiratet. Später heiratete sie den Pferdetrainer Zelko Megovetich, mit dem sie einen Sohn hatte, der 1981 mit zweieinhalb Jahren verstarb. Seit 1992 ist sie mit dem Schauspieler Jameson Parker verheiratet.

## Filmografie

### Filme
- 1967: Schmeißt die Affen raus (Monkeys, Go Home!)
- 1968: Alles was verboten ist (The Impossible Years)
- 1969: Frank Patch – Deine Stunden sind gezählt (Death of a Gunfighter)
- 1971: Betrogen (The Beguiled)
- 1972: All My Darling Daughters (Fernsehfilm)
- 1973: Runaway! (Fernsehfilm)
- 1973: My Darling Daughters’ Anniversary (Fernsehfilm)
- 1973: The Horror at 37,000 Feet (Fernsehfilm)
- 1974: The Chadwick Family (Fernsehfilm)
- 1976: Law of the Land (Fernsehfilm)
- 1977: Der vergessene Kennedy (Young Joe, the Forgotten Kennedy, Fernsehfilm)
- 1980: Rage! (Fernsehfilm)
- 1992: Zurück auf die Straßen von San Francisco (Back to the Streets of San Francisco, Fernsehfilm)
- 1995: Simon & Simon: In Trouble Again (Fernsehfilm)
- 1995: Die Rückkehr der Piranhas (Piranha, Fernsehfilm)
- 1997: Mein Traummädchen von Nebenan (Eight Days a Week)

### Fernsehserien
- 1964: Der kleine Vagabund (The Littlest Hobo, eine Folge)
- 1965: The John Forsythe Show (2 Folgen)
- 1967–1986: Disney-Land (3 Folgen)
- 1968: Mayberry R.F.D. (eine Folge)
- 1969: Lieber Onkel Bill (Family Affair, eine Folge)
- 1969: Die Leute von der Shiloh Ranch (The Virginian, eine Folge)
- 1969: The Governor & J.J. (eine Folge)
- 1969: To Rome with Love (eine Folge)
- 1969: Eddies Vater (The Courtship of Eddie’s Father, eine Folge)
- 1969, 1973: Dr. med. Marcus Welby (Marcus Welby, M.D., 2 Folgen)
- 1970, 1972: FBI (The F.B.I., 2 Folgen)
- 1971–1972: The Smith Family (39 Folgen)
- 1972: Alias Smith und Jones (Alias Smith and Jones, eine Folge)
- 1972, 1974: Die Rookies (The Rookies, 3 Folgen)
- 1972, 1975: Medical Center (3 Folgen)
- 1973–1977: Die Straßen von San Francisco (The Streets of San Francisco, 12 Folgen)
- 1973–1978: Barnaby Jones (3 Folgen)
- 1974: Chopper 1 – bitte melden (Chopper One, eine Folge)
- 1975: Die Waltons (The Waltons, eine Folge)
- 1975: The Manhunter (eine Folge)
- 1975: Die knallharten Fünf (S.W.A.T., eine Folge)
- 1975: Caribe (eine Folge)
- 1976: Jigsaw John (eine Folge)
- 1976: Thriller (eine Folge)
- 1976: City of Angels (eine Folge)
- 1976–1977: Once an Eagle (Miniserie, 7 Folgen)
- 1977: Der Weg nach Oregon (The Oregon Trail, 13 Folgen)
- 1977: Der Mann aus Atlantis (Man from Atlantis, eine Folge)
- 1978: Fantasy Island (eine Folge)
- 1978: Nachdenkliche Geschichten (Insight, eine Folge)
- 1978: The Paper Chase (eine Folge)
- 1978: The Hardy Boys/Nancy Drew Mysteries (eine Folge)
- 1978: Die liebestollen Stewardessen (Flying High, eine Folge)
- 1979: Miss Winslow and Son (6 Folgen)
- 1979: Big Shamus, Little Shamus (eine Folge)
- 1979: Schauplatz New York (Eischied, eine Folge)
- 1980: The White Shadow (eine Folge)
- 1980: Vegas (Vega$, eine Folge)
- 1980: Hagen (eine Folge)
- 1981: Sheriff Lobo (The Misadventures of Sheriff Lobo, eine Folge)
- 1981: Quincy (Quincy, M. E., eine Folge)
- 1981: Drei Engel für Charlie (Charlie’s Angels, eine Folge)
- 1981–1982: Bret Maverick (18 Folgen)
- 1981–1986: Simon & Simon (4 Folgen)
- 1983, 1986: Magnum (Magnum, p.i., 2 Folgen)
- 1984: Das fliegende Auge (Blue Thunder, eine Folge)
- 1985: V – Die außerirdischen Besucher kommen (V, eine Folge)
- 1985: Die Fälle des Harry Fox (Crazy Like a Fox, eine Folge)
- 1985: Mord ist ihr Hobby (Murder, She Wrote, eine Folge)
- 1985: Trio mit vier Fäusten (Riptide, eine Folge)
- 1986: Blacke’s Magic (eine Folge)
- 1988: Probe (eine Folge)
- 1989, 1993: CBS Schoolbreak Special (2 Folgen)
- 1994: Star Trek: Deep Space Nine (eine Folge)
- 1995: Junge Schicksale (ABC Afterschool Specials, eine Folge)

### Synchronisation
- 1965: Meine Lieder – meine Träume (The Sound of Music, Gesang)
- 1967: Das Dschungelbuch (The Jungle Book, Gesang)
- 1985: CBS Storybreak (Fernsehserie, eine Folge)
- 1985: G.I. Joe (Fernsehserie)
- 1985–1986: Abenteuer aus der Bibel…als Margo (The Greatest Adventure: Stories from the Bible, Fernsehserie, 13 Folgen)
- 1988: Superman (Fernsehserie, eine Folge)
- 1989: The Karate Kid (Fernsehserie, eine Folge)
- 1990: Timeless Tales from Hallmark (Fernsehserie, eine Folge)
- 1991: Darkwing Duck (Fernsehserie, eine Folge)
- 1991–1993: The Pirates of Dark Water (Fernsehserie, 17 Folgen)
- 1993: Kopfüber in die Geisterstunde (The Halloween Tree, Fernsehfilm)
- 1996: Captain Planet …als Breeder (The New Adventures of Captain Planet, eine Folge)
- 1996: Adventures from the Book of Virtues …als The Girl’s Mother (Fernsehserie, eine Folge)
- 1996–1997: The Real Adventures of Jonny Quest …als President Stasny/Abby (Fernsehserie, 4 Folgen)
- 1998: Timmy und das Geheimnis von Nimh …als Helen (The Secret of NIMH 2: Timmy to the Rescue)
- 1999: Lands of Lore III …verschiedene Stimmen (Computerspiel)

## Auszeichnungen und Nominierungen
- 1968: Grammy-Award-Nominierung in der Kategorie Best Recording for Children für Das Dschungelbuch (geteilt mit Kollegen)
- 1977: Golden-Globe-Award-Nominierung als Beste Nebendarstellerin in einer Serie, Mini-Serie oder einem Fernsehfilm für Once an Eagle[3]